# Gylippus ferganensis
Gylippus ferganensis es una especie de arácnido  del orden Solifugae de la familia Gylippidae.

## Distribución geográfica
Se encuentra en Asia Central.